# ضووار وولید خهییرا
ضووار وولید خهییرا یک منطقهٔ مسکونی در الجزایر است که در استان معسکر واقع شده‌است. ضووار وولید خهییرا ۰٫۰۳ کیلومتر مربع مساحت دارد ۷۸۴ متر بالاتر از سطح دریا واقع شده‌است.